# Parno Graszt
Parno Graszt ist eine Roma-Folkloregruppe aus Paszab, Ungarn. Die Gruppe widmet sich der authentischen Romamusik.

## Name
„Parno Graszt“ ist Romani und bedeutet „Weißes Pferd“. Die weiße Farbe symbolisiert Reinheit und das Pferd die Freiheit.

## Geschichte
„Parno Graszt“ wurde 1987 gegründet. Nach Erscheinen der ersten CD Rávágok a zongorára ist sie im Oktober 2002 auf den siebten Platz der europäischen World-Musik-Hitparade (World Music Charts Europe) geklettert. Auf die Initiative von BBC hat das Ungarische Fernsehen in den Jahren 2003/2004 einen Film mit dem Titel Parno Graszt: Feiertage und Alltag über die Gruppe gedreht (Regie: Sándor Silló, 2004, 58 Minuten). Die Schweizer Zeitschrift Vibrations hat 2005 Parno Graszt zu einer der zehn besten Musikgruppen gekürt.

## Stil
Sie singen sowohl Romani wie auch Ungarisch, in einem Lied wird oft in beiden Sprachen abwechselnd und auch gleichzeitig gesungen. Die Kerngruppe sind knapp zehn Musiker, aber es wird auch zu siebzehnt gespielt, ihre musikalischen Wurzeln sind die gesammelte Musik der Region. Eine etwa 10-köpfige Tanzgruppe tritt oft mit der Gruppe auf.

## Diskografie
Alben
- 2002: Rávágok a zongorára („Ich schlage auf das Klavier“)
- 2004: Járom az utam („Ich gehe meinen Weg“)
- 2007: Ez a világ nekem való („Diese Welt gehört mir“)
- 2011: Reggelig mulatok („Ich feier bis morgens“)
- 2019: Már nem szédülök („Mir ist nicht mehr schwindelig“)